# 田中正俊
田中 正俊（たなか まさとし、1922年11月14日 - 2002年11月4日）は、中国史・東洋史学者。東京大学名誉教授。専門は中国近代史。

## 略歴
台湾・台南市生まれ。1940年東京府立第九中学校卒、1943年第一高等学校文科卒、10月東京帝国大学文学部東洋史学科入学。
1943年12月学徒出陣で敦賀歩兵連隊に入営、1944年9月航空兵に転じ、シンガポール第三航空軍へ向け大阪港を出港するが、10月空襲のためフィリピン戦線のマニラに上陸、12月再度シンガポールへ向かうが敵襲にあい台湾高雄港に避難、1945年3月台湾の第八航空師団に転属、台北松山飛行場に勤務、敗戦を迎え1946年2月和歌山県田辺港に帰還。
戦後は復学し、1950年に東京大学を卒業、大学院に進む。1951年より東洋文庫兼任研究員。1954年大学院を退学し、横浜市立大学文理学部専任講師、1955年助教授を経て、1967年東京大学文学部東洋史学科助教授に就任、まもなく文部省長期在外研究員としてケンブリッジ大学へ出張、主に「ジャーディンマジソン商会」関係資料の蒐集にあたった。1973年東京大学教授に昇任、1983年定年退官し、名誉教授となる。その後信州大学人文学部教授に転任、1985年人文学部長をつとめる。1988年に退官後は、神田外語大学外国語学部教授に招聘され、1995年に退職した。
この間、1981年より東洋文庫理事・1987年より図書部長等を歴任。史学会理事長も務めた。
2002年11月4日未明、肺炎のため急逝、79歳没。

## 家族・親族
- 祖父：熊沢善庵。

## 著書

### 単著
- 『中国近代経済史研究序説』東京大学出版会、1973年
- 『戰中戰後』私家版、1990年 
  - 増訂版『戰中戰後』名著刊行会、2001年 [6][7]
- 『東アジア近代史の方法：歴史に学ぶ』名著刊行会、1999年
- 『田中正俊歴史論集』汲古書院、2004年 [8]

### 共編著
- 『歴史像再構成の課題：歴史学の方法とアジア』幼方直吉・遠山茂樹と共編 、御茶の水書房、1966年
- 『近代中国研究入門』 坂野正高・衛藤瀋吉共編、東京大学出版会、1974年